# (200136) 1997 WS17
(200136) 1997 WS17 es un asteroide perteneciente al cinturón de asteroides, descubierto el 23 de noviembre de 1997 por el equipo del Spacewatch desde el Observatorio Nacional de Kitt Peak, Arizona, Estados Unidos.

## Designación y nombre
Designado provisionalmente como 1997 WS17.

## Características orbitales
1997 WS17 está situado a una distancia media del Sol de 3,111 ua, pudiendo alejarse hasta 3,729 ua y acercarse hasta 2,493 ua. Su excentricidad es 0,198 y la inclinación orbital 9,673 grados. Emplea 2004,67 días en completar una órbita alrededor del Sol.

## Características físicas
La magnitud absoluta de 1997 WS17 es 15. Tiene 5,804 km de diámetro y su albedo se estima en 0,057. 